# Distrito de Cognac
El distrito de Cognac es un distrito (en francés arrondissement) de Francia, que se localiza en el departamento de Charente, de la región de Poitou-Charentes. Cuenta con 8 cantones y 96 comunas.

## División territorial

### Cantones
Los cantones del distrito de Cognac son:
1. Cantón de Baignes-Sainte-Radegonde
2. Cantón de Barbezieux-Saint-Hilaire
3. Cantón de Brossac
4. Cantón de Châteauneuf-sur-Charente
5. Cantón de Coñac-Norte
6. Cantón de Coñac-Sur
7. Cantón de Jarnac
8. Cantón de Segonzac

### Comunas
| 1. Ambleville (16010)             | 2. Angeac-Champagne (16012)                           | 3. Angeac-Charente (16013)           | 4. Angeduc (16014)                   |
| 5. Ars (16018)                    | 6. Baignes-Sainte-Radegonde (16025)                   | 7. Barbezieux-Saint-Hilaire (16028)  | 8. Barret (16030)                    |
| 9. Bassac (16032)                 | 10. Berneuil (16040)                                  | 11. Birac (16045)                    | 12. Boisbreteau (16048)              |
| 13. Bonneuil (16050)              | 14. Bors (Cantón de Baignes-Sainte-Radegonde) (16053) | 15. Bourg-Charente (16056)           | 16. Bouteville (16057)               |
| 17. Boutiers-Saint-Trojan (16058) | 18. Brie-sous-Barbezieux (16062)                      | 19. Brossac (16066)                  | 20. Bréville (16060)                 |
| 21. Challignac (16074)            | 22. Chantillac (16079)                                | 23. Chassors (16088)                 | 24. Cherves-Richemont (16097)        |
| 25. Chillac (16099)               | 26. Châteaubernard (16089)                            | 27. Châteauneuf-sur-Charente (16090) | 28. Châtignac (16091)                |
| 29. Cognac (16102)                | 30. Condéon (16105)                                   | 31. Criteuil-la-Magdeleine (16116)   | 32. Fleurac (16139)                  |
| 33. Foussignac (16145)            | 34. Gensac-la-Pallue (16150)                          | 35. Genté (16151)                    | 36. Gimeux (16152)                   |
| 37. Gondeville (16153)            | 38. Graves-Saint-Amant (16297)                        | 39. Guimps (16160)                   | 40. Guizengeard (16161)              |
| 41. Houlette (16165)              | 42. Jarnac (16167)                                    | 43. Javrezac (16169)                 | 44. Juillac-le-Coq (16171)           |
| 45. Julienne (16174)              | 46. Lachaise (16176)                                  | 47. Ladiville (16177)                | 48. Lagarde-sur-le-Né (16178)        |
| 49. Lamérac (16179)               | 50. Lignières-Sonneville (16186)                      | 51. Louzac-Saint-André (16193)       | 52. Mainxe (16202)                   |
| 53. Malaville (16204)             | 54. Merpins (16217)                                   | 55. Mesnac (16218)                   | 56. Montchaude (16224)               |
| 57. Mosnac (16233)                | 58. Mérignac (16216)                                  | 59. Les Métairies (16220)            | 60. Nercillac (16243)                |
| 61. Nonaville (16247)             | 62. Oriolles (16251)                                  | 63. Passirac (16256)                 | 64. Reignac (16276)                  |
| 65. Réparsac (16277)              | 66. Saint-Aulais-la-Chapelle (16301)                  | 67. Saint-Bonnet (16303)             | 68. Saint-Brice (16304)              |
| 69. Saint-Fort-sur-le-Né (16316)  | 70. Saint-Félix (16315)                               | 71. Saint-Laurent-de-Cognac (16330)  | 72. Saint-Laurent-des-Combes (16331) |
| 73. Saint-Médard (16338)          | 74. Saint-Même-les-Carrières (16340)                  | 75. Saint-Palais-du-Né (16342)       | 76. Saint-Preuil (16343)             |
| 77. Saint-Simeux (16351)          | 78. Saint-Simon (16352)                               | 79. Saint-Sulpice-de-Cognac (16355)  | 80. Saint-Vallier (16357)            |
| 81. Sainte-Souline (16354)        | 82. Sainte-Sévère (16349)                             | 83. Salles-d'Angles (16359)          | 84. Salles-de-Barbezieux (16360)     |
| 85. Sauvignac (16365)             | 86. Segonzac (16366)                                  | 87. Sigogne (16369)                  | 88. Touvérac (16384)                 |
| 89. Touzac (16386)                | 90. Triac-Lautrait (16387)                            | 91. Le Tâtre (16380)                 | 92. Verrières (16399)                |
| 93. Vibrac (16402)                | 94. Vignolles (16405)                                 | 95. Viville (16417)                  | 96. Éraville (16129)                 |